# Diapetimorpha taschenbergii
Diapetimorpha taschenbergii är en stekelart som först beskrevs av Dalla Torre 1901.  Diapetimorpha taschenbergii ingår i släktet Diapetimorpha och familjen brokparasitsteklar. Inga underarter finns listade i Catalogue of Life.